# Esbern Snare
Ej att förväxla med den svenske författaren Frans Hedbergs pseudonym "Esberns Snare".

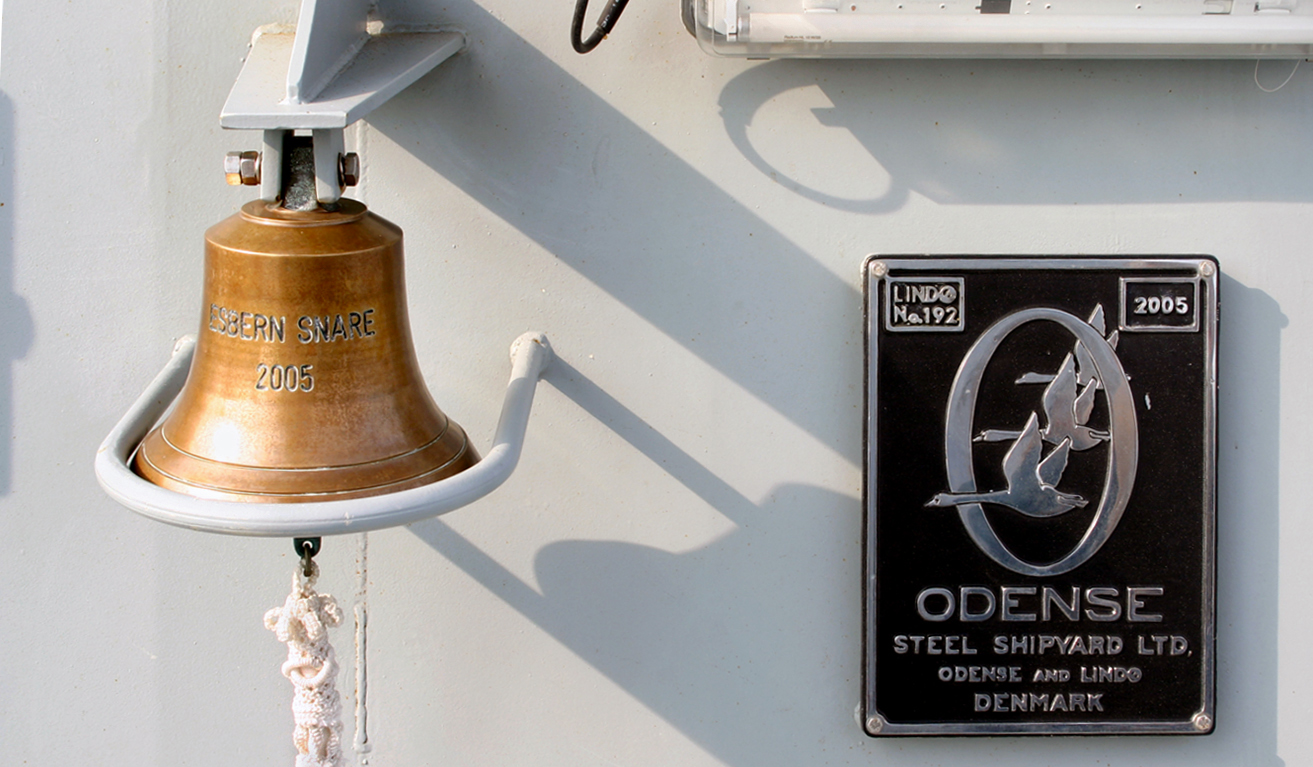
En skeppsklocka tillägnad Esbern Snare på fartyget
HDMS Absalon.

Esbern Snare, född 1127, död 1204, var en dansk storman. 
Han var bror till ärkebiskop Absalon Hvide och gift med Helena Guttormsdotter, dotter till en svensk jarl, Guttorm jarl. Helena hade sedan med kung Valdemar Sejr av Danmark en utomäktenskaplig son Knut, sedermera hertig av Reval i Estland.